# 전자리상어

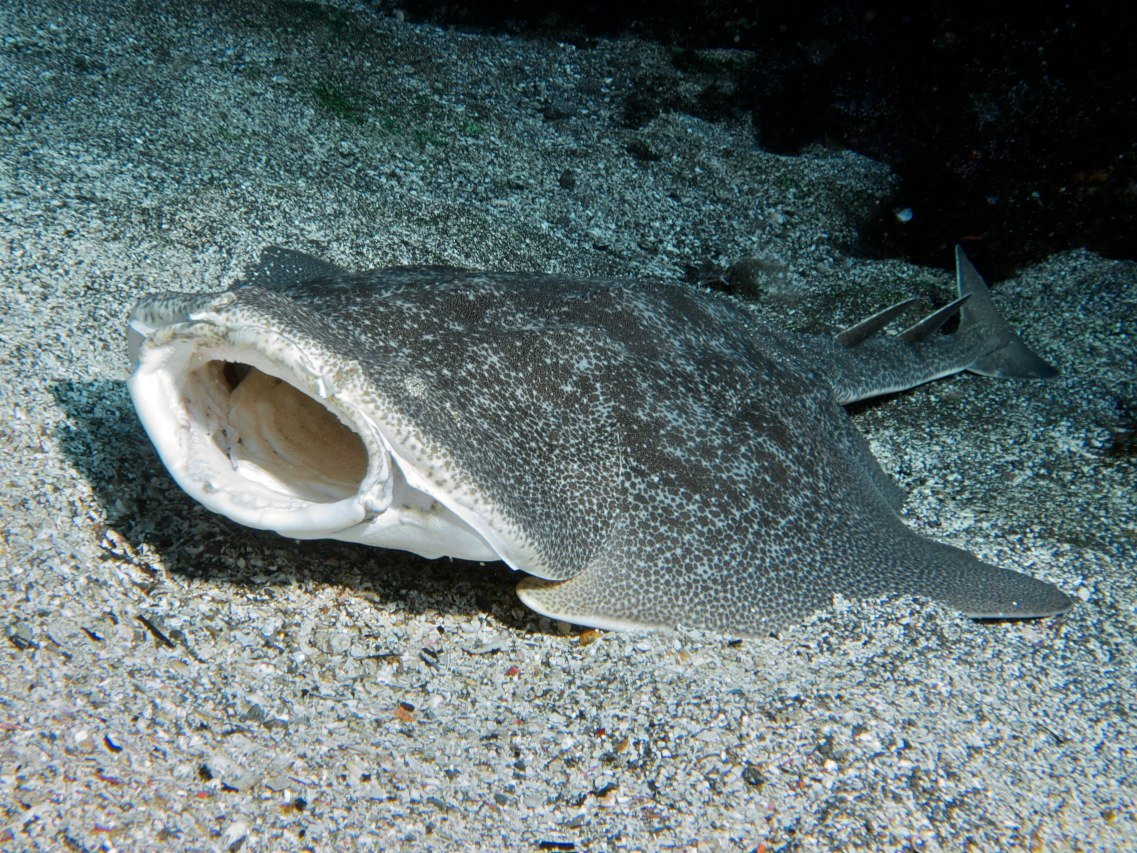

전자리상어(학명:Squatina japonica)는 전자리상어목 전자리상어과에 속하는 물고기이다. 몸길이는 2.5m로 상어에서는 중형에 속하는 물고기이다.

## 특징과 먹이
전자리상어는 전형적인 날개와 흡사한 모습을 가진 가슴지느러미와 골반지느러미를 가지고 있으며 바닥의 모래나 환경에 맞게 자신의 색을 변장하는 것이 가능한 어종이다. 영어권에서는 제팬니스 엔젤샤크(Japanese angleshark)라는 이름으로 불리며 이것을 한국어로 직역하면 일본의 천사상어가 된다. 체형은 가오리와 비슷하며 머리와 가슴지느러미가 분리되어 있다. 두개의 등지느러미는 골반지느러미의 바로 뒤에 배치되며 등불의 미드선에 따라 큰가시가 줄을 지어서 나 있다. 전자리상어의 상부 표면은 변장이 없다면 기본적으로 갈색의 바탕을 배경으로 수많은 뼈들을 자개하는 어두운 색상의 반점들이 나 있고 배쪽은 흰색을 띈다. 또한 매우 좁은 몸을 가지면서 가슴지느러미와 골반지느러미를 크게 확대했고 피부는 머리의 측면을 따라 접는 뚜렷한 엽이 부족하다. 눈은 타원형으로 넓게 간격이 나 있다. 눈의 양쪽에 있는 분수공의 거리는 2개의 눈에 있는 사이의 간격보다 넓고 가슴지느러미의 가장자리는 약 90°에 이르는 각을 이룬다. 밀접하게 뒤에는 앞쪽 테두리 안에 크고 박시한 초승달 모양의 첨탑이 있으며 각 콧구멍은 크고 2개의 바벨이 새겨진 작은 플랩 피부가 선행된다. 바벨은 얇고 내부 바벨에는 숟가락과 똑같은 모양의 팁과 바닥에 약간의 프린지 플랜지가 존재한다. 넓고 큰 입은 말단에 배치되며 모서리 부근엔 고랑이 있다. 이빨은 작지만 매우 뾰족하고 날카로우며 머리의 측면에 5개의 아가미가 존재한다. 각 가슴지느러미에 가장 앞쪽인 부분은 머리와 분리된 삼각형의 엽을 형성한다. 가슴지느러미의 바깥쪽 모서리는 각진 모양이며 전자리상어에 후면 끝에 존재하는 둥근지느러미와 골반지느러미는 블록한 마진이 있다. 2개의 진한 등지느러미는 모양과 크기가 비슷하며 지느러미의 양쪽을 따라 달리는 용골으로 팽팽해진 모습이고 둥근 모서리가 있는 삼각형 모양의 꼬리지느러미가 존재한다. 배지느러미의 하부 엽은 상부보다 크다. 등대 표면은 중간 크기의 진피 성모로 덮여 있으며 뒤쪽과 꼬리의 중간에 존재하는 선을 따라 있는 가시의 모양이 독특한 특징이 있다. 먹이로는 물고기, 두족류, 갑각류를 주로 섭식하는 육식성물고기에 속한다.

## 서식지와 산란기와 보호 활동
전자리상어의 주요한 서식지는 대한민국의 황해, 남해, 동해와 일본의 근해와 대만과 중국의 동중국해에서 주로 서식하는 어류이다. 북서 태평양이 주된 서식지가 되는 어종이고 수심 100~300m의 해저의 모래가 많은 바닥에서 주로 서식하는 어종이다. 전자리상어의 산란기는 9월~11월의 가을이며 수컷의 수정을 받은 암컷은 약 6~8개월의 임신기간을 겨쳐 이듬해의 봄과 여름에 2~10마리의 유어를 출산하는 난태생의 어류이고 갓 태어난 유어는 22cm의 크기를 가진다. 몸이 80cm를 넘어가는 이후부턴 성적으로 성숙하게 된다. 전자리상어는 국제 자연 보전 연맹(IUCN)에서 정한 위급의 멸종위기종으로 대한민국을 비롯한 전세계에서 보호를 하는 어종이다.

## 같이 보기
- 상어
- 연골어류
- 전자리상어속